# Corte regia
Una corte regia (anche corte reale, in lingua latina curia regis), spesso chiamata anche semplicemente corte quando il contesto è chiaro, è il nucleo familiare allargato  di un monarca, inclusi tutti coloro che regolarmente frequentavano il sovrano o la figura centrale. La parola "corte" può essere applicata anche alla cerchia di un nobile importante.

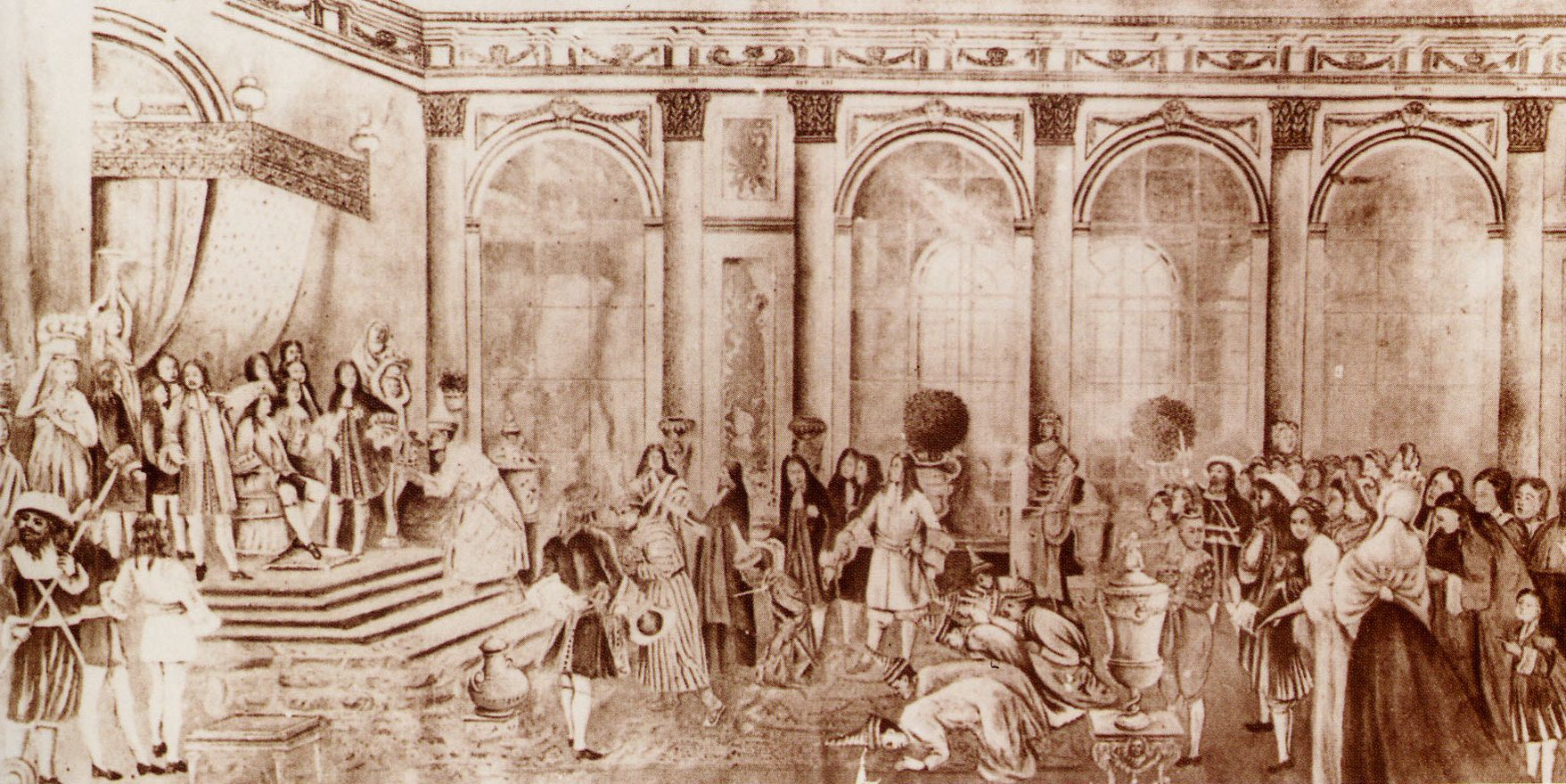
L'Ambasciatore Kosa Pan e gli inviati siamesi rendono i loro omaggi a Luigi XIV alla sua corte a Versailles.

Nelle corti più grandi migliaia di individui comprendevano la corte: ne erano parte molti ufficiali o servitori alle dipendenze permanenti del sovrano, e altri partecipanti nella speranza di un guadagno politico o finanziario, o semplicemente per la società e i divertimenti offerti.  Possono esservi inclusi anche i principi stranieri e la nobiltà straniera in esilio possono cercare rifugio presso una corte.

## Storia
Si tratta dell'evoluzione della corte feudale, che assume il nome dal luogo aperto della sua dimora, nel quale in origine il signore riceveva.
Nell'Europa occidentale, il consolidamento del potere dei magnati locali e dei re in centri amministrativi fissi a partire dalla metà del XIII secolo portò alla creazione di una distinta cultura di corte che fu centro di mecenatismo intellettuale e artistico, rivaleggiando con abati e vescovi, oltre a essere il centro della vita politica, costituendo il vertice di una rudimentale burocrazia politica che rivaleggiava con le corti dei conti e dei duchi. Molte delle prime corti dell'Europa occidentale erano corti itineranti che viaggiavano da un luogo all'altro.
La corte è una struttura sociale che ha caratterizzato per secoli l'assetto dei sistemi di potere in Europa. L'età delle corti "costituisce un periodo omogeneo che va dalla metà del Trecento alla fine del Settecento. Questa prospettiva di lunga durata ha altresì indicato nella cultura classicistica, di cui la civiltà di corte era imbevuta, un forte carattere unificante dell'Antico Regime, prolungando quest'ultimo sino alle soglie del sisma rivoluzionario".

## Esempi di corti regie

### Francia
- Corte di Francia

### Longobarde
- Concorezzo
- Corte regia della Morla

### Sacro romano impero
- Corte regia di Olona
- Corte regia di Corana
- Corte regia di Marengo
- Corte regia di Morana
- Corte regia di Darfo, diploma 1047 di Enrico III
- Corte regia di Locarno
- Corte regia di Gamondio

### Inghilterra
- Corte regia istituita dai Normanni